# Man’s Best Friend
Man’s Best Friend  — предстоящий седьмой студийный альбом американской певицы и автора песен Сабрины Карпентер. Он будет выпущен 29 августа 2025 года на лейбле Island Records. Продюсерами Man’s Best Friend выступили Карпентер и Джек Антонофф.
Его ведущий сингл «Manchild» был выпущен 5 июня и дебютировал на вершине Billboard Hot 100, став вторым синглом Карпентер, возглавившим чарт в Соединенных Штатах. Упомянутый трек был спродюсирован Джеком Антоноффом, который также возвращается в качестве продюсера после альбома Карпентер Short n' Sweet (2024).
Обложка Man’s Best Friend вызвала споры и значительное внимание СМИ; некоторые критиковали ее за то, что она апеллировала к мужскому взгляду в ущерб женщинам, в то время как другие видели в ней способ бросить вызов женоненавистническим ожиданиям относительно сексуального поведения женщин. В ответ Карпентер выпустила альтернативную обложку, адресованную напрямую потребителю, которую она описала как «одобренную Богом».

## Предыстория
В 2024 году Карпентер добилась коммерческого успеха с шестым студийным альбомом Short n’ Sweet, который принес ей ряд достижений, в том числе первое место в чарте Billboard 200. Альбом также получил несколько номинаций на премию Грэмми 2025 года, выиграв в категории «Лучший поп-вокальный альбом»; его ведущий сингл «Espresso» также выиграл в категории «Лучшее поп-сольное исполнение».
11 июня 2025 года, менее чем через год после выпуска Short n’ Sweet, Карпентер анонсировала свой следующий альбом в Instagram Live, где она «пролистывала стопку пластинок Донны Саммер, ABBA и Долли Партон, прежде чем остановиться на своих собственных». В тот же день было объявлено, что Man’s Best Friend выйдет 29 августа.
На следующий день после анонса альбома Карпентер появилась на обложке и в главной роли в июльско-августовском номере журнала Rolling Stone за 2025 год. Она рассказала, что «медленная и размеренная» работа над альбомом началась вскоре после завершения работы над Short n' Sweet. Она вспомнила о постоянных графиках релизов своих кумиров (таких как Партон и Линда Ронстадт).

### Спор вокруг обложки альбома
После анонса альбома Карпентер опубликовала его обложку в социальных сетях. На оригинальной обложке альбома Карпентер позирует на четвереньках в чёрном мини-платье и на каблуках, а неизвестная фигура, вырезанная из кадра, хватает её за волосы. На дополнительном рекламном фото изображена собака с названием альбома, написанным на ошейнике. Обложка вызвала неоднозначную реакцию, споры, критику и похвалу за сатирический характер со стороны некоторых пользователей социальных сетей.
Некоторые критики посчитали её оскорбительной и апеллирующей к мужскому взгляду в ущерб женщинам. Благотворительная организация Glasgow Women’s Aid, оказывающая поддержку жертвам домашнего насилия, назвала её «регрессивной» и «потакающей мужскому взгляду и [продвигающей] женоненавистнические стереотипы» с «элементом насилия и контроля». Куба Шанд-Баптист из The i Paper написала: «В лучшем случае обложка Карпентера — плохой пример сатиры. Она возбуждает тех, кто считает женщин неполноценными». Арва Махдави из The Guardian высказала аналогичную мягкую критику, назвав Карпентер талантливой и заявила, что обложка «[не] утончённая или секс-позитивная — это просто мягкое порно, потакающее мужскому взору», критикуя концепцию хватания за волосы как бесчувственную.
Другие увидели в обложке сатиру — способ бросить вызов «женоненавистническим ожиданиям женщин» и начать разговор о женских сексуальных желаниях. Эдриан Хортон из The Guardian считал, что Карпентер «явно работает в традиции Мадонны сексуальной провокации ради провокации, высмеивая штампы и ханжество людей с соблазнительной откровенностью». Доминик Сисли из Dazed написал: «Идея о том, что одно изображение имеет такое большое влияние в Интернете, полном жёсткой порнографии, где мужчины теперь могут свободно делать дипфейки или использовать подсказки искусственного интеллекта, чтобы создавать целый мир ужасов, кажется немного бредовой». Джессика Кларк из Mamamia считала, что изображение и название альбома вместе подразумевают заявление о уничижительном использовании слова «сука» в популярной культуре, добавив: «Она не усиливает объективацию, а скорее высмеивает её — с подмигиванием, взмахом волос и своим фирменным поцелуем с помадой. Это одна большая шутка, и [она] не является её кульминацией, а скорее той, кто её рассказывает». Хелен Коффи из The Independent считала, что обиженные должны «взять себя в руки», подчёркивая историю Карпентер, связанную с динамикой власти между мужчинами и женщинами в её музыке, и отвергая возмущение как тривиальное: «Смешно тратить время и энергию на переживания по поводу довольно безобидной, полностью одетой и сексуально позитивной глупости». Эмма Спектер из Vogue назвала эту полемику результатом «удручающе пуританского общества». Тейлор Крамптон из Time поддержала это мнение, заявив, что «никто больше не занимается сексом», и пришла к выводу, что «проблема не в Карпентер. Проблема в нашем отсутствии оргазмов». Карли Саймон, чей альбом 1975 года Playing Possum вызвал схожие споры, защитила обложку, сказав: «Она кажется безвкусной. Были и более яркие обложки, чем ее. […] Так что я не знаю, почему её так критикуют».
Карпентер выпустила альтернативную обложку альбома для предварительного заказа 25 июня, при этом Карпентер в шутку ответила на споры, назвав её «одобренной Богом»; на альтернативной обложке она изображена в платье на официальном мероприятии, держащей за руку мужчину в костюме и смотрящей за кадр. Некоторые издания в СМИ посчитали, что обложка отсылает к фотографии 1957 года Мэрилин Монро и её тогдашнего мужа Артура Миллера. Вторая альтернативная обложка, на которой Карпентер сидит в кресле в комнате, наполненной цветами, и держит открытку с инициалами альбома «M.B.F.», стала доступна для предварительного заказа 8 июля.

## Продвижение
Ведущий сингл «Manchild» был выпущен 5 июня 2025 года. Эта песня, написанная под влиянием кантри-музыки, была соавторством и спродюсирована Джеком Антоноффом и Эми Аллен, которые работали над альбомом Карпентер Short n’ Sweet (2024), и в тексте используют игривый тон, критикуя незрелое поведение мужчин.
Сингл возглавил чарты в Ирландии, Великобритании и США, где он стал вторым синглом Карпентер, возглавившим чарт Billboard Hot 100.
6 июня был выпущен музыкальный клип, в котором Карпентер путешествует автостопом по американскому Западу с «разнообразной компанией мужчин» (некоторые из которых используют странные виды транспорта, такие как водный мотоцикл, прикрепленная к мотоциклу тележка для покупок и моторизованное кресло) и попадает в причудливые и опасные ситуации (такие как владение дробовиком, падение с утеса и встреча с косаткой). Карпентер впервые исполнила «Manchild» на фестивале Primavera Sound 2025 6 июня. 10 июня было выпущено видео с текстом песни. Начиная с 23 июля, Карпентер начала раскрывать названия треков через публикации в социальных сетях, где специально отобранные фанаты позируют со щенками. Она завершила своё выступление на фестивале Lollapalooza 3 августа показом тизерного видео на песню «Man’s Best Friend».

## Список композиций
Список по данным Apple Music.
| №   | Название                              | Автор(ы)                                  | Продюсеры          | Длительность |
| --- | ------------------------------------- | ----------------------------------------- | ------------------ | ------------ |
| 1.  | «Manchild»                            | Эми Аллен Джек Антонофф Сабрина Карпентер | Антонофф Карпентер | 3:33         |
| 2.  | «Tears»                               |                                           |                    |              |
| 3.  | «My Man On Willpower»                 |                                           |                    |              |
| 4.  | «Sugar Talking»                       |                                           |                    |              |
| 5.  | «We Almost Broke Up Again Last Night» |                                           |                    |              |
| 6.  | «Nobody's Son»                        |                                           |                    |              |
| 7.  | «Never Getting Laid»                  |                                           |                    |              |
| 8.  | «When Did You Get Hot?»               |                                           |                    |              |
| 9.  | «Go Go Juice»                         |                                           |                    |              |
| 10. | «Don't Worry I'll Make You Worry»     |                                           |                    |              |
| 11. | «House Tour»                          |                                           |                    |              |
| 12. | «Goodbye»                             |                                           |                    |              |

| №   | Название           | Длительность |
| --- | ------------------ | ------------ |
| 13. | «Such a Funny Way» |              |